# Francisco Gibert
Francisco de Sales Gibert Riera (* 12. Juli 1900 in Barcelona; † 4. September 1979 ebenda) war ein spanischer Wasserballspieler.

## Karriere
Gibert nahm 1920 erstmals an Olympischen Spielen teil. In Antwerpen erreichte er mit der spanischen Nationalmannschaft den achten Rang. Vier Jahre später wurde er bei den Spielen in Paris mit der Wasserballnationalmannschaft erneut Achter.
Auf nationaler Ebene gewann er in den Jahren 1920 und 1921 die spanische Meisterschaft mit der Mannschaft von Club Natació Barcelona. Zwischen 1920 und 1927 war er außerdem Vizepräsident des Vereins. Nachfolgend war er bis 1929 Präsident des katalanischen Schwimmverbandes. Neben dem Sport schrieb der Spanier als Journalist für verschiedene Zeitungen wie die Mundo Deportivo. Später erhielt er katalanische Medaillen für seine sportlichen Verdienste.
Sein Bruder Luis Gibert nahm gemeinsam mit ihm an den olympischen Wasserballwettbewerben 1920 und 1924 teil.